# Europejska Demokracja
Europejska Demokracja (wł. Democrazia Europea, DE) – włoska centrowa i chadecka partia polityczna, działająca w latach 2001–2002.
Ugrupowanie powstało w lutym 2001. Założył jej Sergio D’Antoni, działacz związkowy, długoletni lider jednej z central związkowych (CISL). Nową formację zasiliły grupy działaczy Włoskiej Partii Ludowej (były minister Ortensio Zecchino, wielokrotny premier Giulio Andreotti) oraz Ligi Północnej (były minister Vito Gnutti). Europejska Demokracja wystartowała w wyborach parlamentarnych w tym samym roku jako ugrupowanie niezależne, nienależące do żadnego z głównych bloków wyborczych. Do Izby Deputowanych uzyskała wynik na poziomie 2,39% w wyborach proporcjonalnych i 3,52% w okręgach większościowych, zaś do Senatu jej kandydatów poparło 3,15% głosujących, co pozwoliło zdobyć partii jedynie dwa mandaty w izbie wyższej.
W grudniu 2002 Europejska Demokracja rozwiązała się, współtworząc wraz z CCD i CDU nową partię – Unię Chrześcijańskich Demokratów i Centrum. W 2004 grupa działaczy wywodząca się z DE opuściła UDC i przyłączyła się do partii Margherita (m.in. Sergio D’Antoni).